# 学生非暴力协调委员会
学生非暴力协调委员会（英語：Student Nonviolent Coordinating Committee，簡稱SNCC）是美国学生在1960年代組建的參與非裔美國人民權運動的組織。1960年，有學生在美國北卡罗来纳州格林斯伯勒和田纳西州纳什维尔的午餐柜台進行静坐示威以抗議種族隔離，此後学生非暴力协调委员会成立。学生非暴力协调委员会負責协助非裔美国人對抗種族隔離和對黑人的政治排斥。从1962年开始，学生非暴力协调委员会協助和動員美國深南部的黑人參加選舉。1968年，学生非暴力协调委员会試圖与黑豹党合并，但未能成功。1976年，学生非暴力协调委员会解散。